# ソラマメ属
ソラマメ属（Vicia）はマメ亜科に属する属の一つ。アジア・ヨーロッパ・アフリカ原産の140種ほどの草本があり、日本には11種ほど自生する。ソラマメやナンテンハギのように直立するものと、ヤハズエンドウやスズメノエンドウ（いわゆるノエンドウ類）などのようにつる性のものがある。
葉は偶数羽状複葉で先端に小突起があり、つる性の種では突起は巻きひげになる。小型の托葉があり、ここに蜜腺のあるものもある。茎は角張ったものが多い。花は蝶形花で、色は白、赤、紫、青など。
近縁の属にはエンドウ属やレンリソウ属（スイートピー、ハマエンドウ等）などがあり、ソラマメ連（Vicieae）としてまとめられる。

## 利用
栽培種としては、世界的に食用とされるソラマメが代表的。牧草あるいは緑肥にされるものもあるが、人間も食べることができ、古くはソラマメ以外にも食用に栽培されたものがある。ただし毒性のある種もある（ソラマメでも一部の人に毒性を示す場合がある：ソラマメ中毒を参照）。

## 主な種
日本には次のような種が自生する。
- ツルフジバカマ Vicia amoena Fisch.
- ノハラクサフジ Vicia amurensis Oett.
- ホソバノエンドウ Vicia angustipinnata Nakai
- ミヤマタニワタシ Vicia bifolia Nakai
- トウエンドウ Vicia bungei Ohwi
- チョウセンエビラフジ Vicia chosenensis Ohwi
- クサフジ Vicia cracca L.
- ソラマメ Vicia faba L.
- ツガルフジ Vicia fauriei Franch.
- キバナカラスノエンドウ Vicia grandiflora Scop.
- スズメノエンドウ Vicia hirsuta (L.) Gray
- ヒロハクサフジ Vicia japonica A.Gray
- ヒナカラスノエンドウ Vicia lathyroides L.
- オニカラスノエンドウ Vicia lutea L.
- アレチノエンドウ Vicia monantha Retz.
- タチノエンドウ Vicia multicaulis Ledeb.
- ヨツバハギ Vicia nipponica Matsum.
- オオバクサフジ Vicia pseudo-orobus Fisch. & C.A.Mey.
- オオヤハズエンドウ（ザートウィッケン） Vicia sativa
  - ヤハズエンドウ（カラスノエンドウ） Vicia sativa subsp. nigra
- イブキノエンドウ Vicia sepium L.
- カスマグサ Vicia tetrasperma (L.) Schreb.
- ナンテンハギ Vicia unijuga A.Br.
- エビラフジ Vicia venosa var. cuspidata